# Петромир
ООО «Петромир» — российская газодобывающая компания.

## История компании
Компания была создана 15 апреля 1999 года известным российским шахматистом Анатолием Карповым.
В 2004 году ООО «Петромир» стало владельцем Ангаро-Ленского месторождения в Иркутской области. В этом же году часть компании была продана ОАО «Стройтрансгаз». Было образовано ООО «Петромир-Бурение» для разведки месторождения.
В 2006 Петромир зарегистрировал предполагаемые запасы месторождения. Согласно предоставленным данным, запасы сырья составляют 1,273 трлн. кубических метров по категориям С1+С2.
В 2011 году, в рамках реструктуризации, «Стройтрансгаз» продал «Петромир» акционерам. Таким образом, 50% акций достались управляющей группе Volga Resources.
В настоящий момент 50% акций ООО «Петромир» принадлежит компании Volga Group, другие 50 % (по данным газеты «Ведомости») — башкирскому предпринимателю Анатолию Оружеву.

## Активы
Компания является владельцем двух газоконденсатных месторождений на территории Иркутской области РФ:
- Ангаро-Ленское месторождение[4]
- Левобережное месторождение[4]